# Arrondissements do Mali

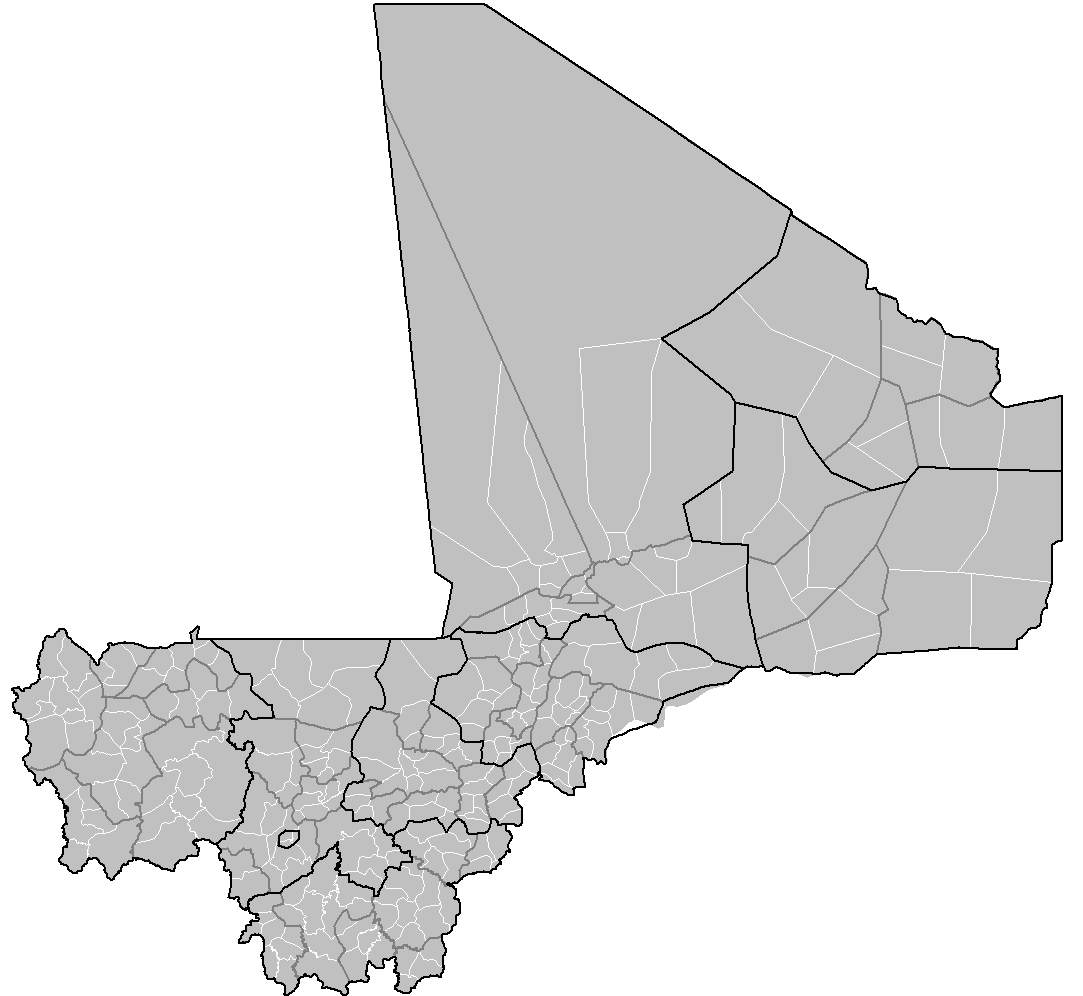
Arrondissements do Mali (descritas em branco), com Cercles em cinza e Regiões em preto.

Os cercles do Mali são divididos em arrondissements. Estes são divididos em 703 comunas, 19 comunas urbanas e 684 comunas rurais. Ao contrário das comunas ou cercles, arrondissements não têm poder de administração ou funcionários eleitos: eles são apenas divisões territoriais ou usada para dividir as tarefas administrativas. Muitas vezes, as fronteiras das comunas e arrondissements coincidem, tornando a demarcação do território arrondissement supérflua.
Os arrondissements estão listados abaixo, por Região e Cercle:

## Distrito Capital Bamako
- Não Arrondissements: Seis numeradas comunas urbanas

## Gao (região)

### Ansongo cercle
- Ansongo
- Bara
- Bourra
- Ouattagouna
- Talataye
- Tessit
- Tin Hama

### Bourem cercle
- Bamba
- Bourem
- Taboye
- Tarkint
- Temera

### Gao cercle
- Anchawadi
- Gabero
- Gao
- Gounzoureye
- N'Tillit
- Soni Ali Ber
- Tilemsi

### Menaka cercle
- Alata
- Anderamboukane
- Inekar
- Menaka
- Tidermene

## Kayes (região)

### Bafoulabé cercle
- Bafoulabe
- Bamafele
- Diakon
- Diallan
- Diokeli
- Gounfan
- Kontela
- Koundian
- Niambia
- Oualia
- Sidibela
- Tomora

### Diema cercle
- Bema
- Diangounte Camara
- Dianguirde
- Diema
- Dieoura
- Dioumara Koussata
- Fassoudebe
- Fatao
- Gomitradougou
- Groumera
- Guedebine
- Lakamane
- Lambidou
- Madiga-Sacko
- Sansankide

### Kita cercle
- Badia
- Bendougouba
- Benkadi Founia
- Boudofo
- Bougaribaya
- Dindenko
- Djidian
- Djougoun
- Gadougou 1
- Gadougou 2
- Guemoukouraba
- Kassaro
- Kita
- Kita Nord
- Kita Ouest
- Kobri
- Kokofata
- Kotouba
- Koulou
- Kourounnikoto
- Madina
- Makano
- Namala Guimba
- Niantanso
- Saboula
- Sebekoro
- Sefeto Nord
- Sefeto Ouest
- Senko
- Sirakoro
- Souransan-Tomoto
- Tambaga
- Toukoto

### Kenieba cercle
- Baye
- Dabia
- Dialafara
- Dombia
- Falea
- Faraba
- Guenegore
- Kassama
- Kenieba
- Kouroukoto
- Sagalo
- Sitakily

### Kayes cercle
- Bangassi
- Colombine
- Diamou
- Djelebou
- Faleme
- Fegui
- Gory Gopela
- Goumera
- Guidimakan Keri Kaffo
- Hawa Dembaya
- Karakoro
- Kayes
- Kemene Tambo
- Khouloum
- Koniakary
- Koussane
- Liberte Dembaya
- Logo
- Marena Diombougou
- Marintoumania
- Sadiola
- Sahel
- Same Diongoma
- Segala
- Sero Diamanou
- Somankidi
- Sony
- Tafassirga

### Nioro du Sahel cercle
- Baniere Koré
- Diabigué
- Diarra
- Diaye Coura
- Gavinane
- Gogui
- Guetema
- Kadiaba Kadiel
- Korera Kore
- Nioro Du Sahel
- Nioro Tougouné Rangabes
- Sandaré
- Simbi
- Trougounbé
- Yéréré
- Youri

### Yélimané cercle
- Diafoumou Diongaga
- Diafoumou Gory
- Fanga
- Gory
- Guidime
- Kirane Kaniaga
- Konsiga
- Kremis
- Marekhaffo
- Soumpou
- Toya
- Tringa

## Kidal (região)

### Abeibara Cercle
- Abeibara
- Boghassa
- Tinzawatene

### Kidal cercle
- Anefif
- Essouk
- Kidal

### Tin-Essako cercle
- Intadjedite
- Tin-Essako

### Tessalit cercle
- Adjelhoc
- Tessalit
- Timtaghene

## Koulikoro (região)

### Banamba cercle
- Banamba
- Benkadi
- Boron
- Duguwolowula
- Kiban
- Madina Sacko
- Sebete
- Toubacoro
- Toukoroba

### Dioila cercle
- Banco
- Benkadi
- Binko
- Degnekoro
- Diebe
- Diedougou
- Diouman
- Dolendougou
- Guegneka
- Jekafo
- Kaladougou
- Kemekafo
- Kerela
- Kilidougou
- Massigui
- Nangola
- N'Dlondougou
- N'Garadougou
- N'Golobougou
- Niantjila
- Tenindougou
- Wacoro
- Zan Coulibaly

### Kangaba cercle
- Balan Bakana
- Benkadi
- Kaniogo
- Karan
- Maramandougou
- Minidian
- Narena
- Nouga
- Selefougou

### Koulikoro cercle
- Dinandougou
- Doumba
- Koula
- Koulikoro
- Meguetan
- Nyamina
- Sirakorola
- Tienfala
- Tougouni

### Kolokani cercle
- Djidieni
- Guihoyo
- Kolokani
- Massantola
- Nonkon
- Nonssombougou
- Ouolodo
- Sagabala
- Sebekoro 1
- Tioribougou

### Kati cercle
- Baguineda Camp
- Bancoumana
- Bossofala
- Bougoula
- Daban
- Diago
- Dialakoroba
- Dialakorodji
- Diedougou
- Dio-Gare
- Dogodouman
- Dombila
- Doubabougou
- Faraba
- Kalabancoro
- Kalifabougou
- Kambila
- Kati
- Kourouba
- Mande
- Moribabougou
- Mountougoula
- Ngabacoro Droit
- N'Gouraba
- Niagadina
- Nioumamakana
- N'Tjiba
- Ouelessebougou
- Safo
- Sanankoro Djitoumou
- Sanankoroba
- Sangarebougou
- Siby
- Sobra
- Tiakadougou Dialakoro
- Tiele
- Yelekebougou

### Nara cercle
- Allahina
- Dabo
- Dilly
- Dogofry
- Fallou
- Gueneibe
- Guire
- Koronga
- Nara
- Niamana
- Ouagadou

## Mopti (região)

### Bandiagara cercle
- Bandiagara
- Bara Sara
- Borko
- Dandoli
- Diamnati
- Dogani Bere
- Doucoumbo
- Dourou
- Kende
- Kendie
- Lowol Gueou
- Metoumou
- Ondougou
- Pelou
- Pignari
- Pignari Bana
- Sangha
- Segue Ire
- Soroly
- Timiri
- Wadouba

### Bankass cercle
- Bankass
- Baye
- Diallassagou
- Dimbal Habbe
- Kani Bonzon
- Koulogon Habbe
- Lessagou Habbe
- Ouenkoro
- Segue
- Sokoura
- Soubala
- Tori

### Djenné cercle
- Dandougou Fakala
- Derary
- Djenne
- Fakala
- Femaye
- Kewa
- Madiama
- Nema-Badeya-Kafo
- Niansanari
- Ouro Ali
- Pondori
- Togue Mourari

### Douentza cercle
- Dallah
- Dangol-Bore
- Debere
- Dianvely
- Djaptodji
- Douentza
- Gandamia
- Haire
- Hombori
- Kerena
- Korarou
- Koubelwel Koundia
- Mondoro
- Petaka
- Tedie

### Koro cercle
- Bamba
- Barapireli
- Bondo
- Diankabou
- Dinangourou
- Dioungani
- Dougoutene I
- Dougoutene II
- Kassa
- Koporo Pen
- Koporokendie Na
- Koro
- Madougou
- Pel Maoude
- Yoro
- Youdiou

### Mopti cercle
- Bassirou
- Borondougou
- Konna
- Korombana
- Koubaye
- Kounari
- Mopti
- Ouro-Modi
- Ouroube Doude
- Sasalbe
- Soye
- Socoura
- Sio

### Tenenkou cercle
- Dialloube
- Diafarabe
- Diaka
- Diondori
- Kareri
- Ouro Ardo
- Ouro-Guire
- Sougoulbe
- Tenenkou
- Togoro-Kotia
- Toguere-Coumbe

### Youwarou cercle
- Fatoma
- Bimbere Tama
- Deboye
- Dirma
- Dongo
- Farimake
- N'Dodjiga
- Youwarou

## Ségou (região)

### Bla cercle
- Beguene
- Bla
- Diaramana
- Diena
- Dougouolo
- Falo
- Fani
- Kazangasso
- Kemeni
- Korodougou
- Koulandougou
- Niala
- Samabogo
- Somasso
- Tiemena
- Touna
- Yangasso

### Barouéli cercle
- Baraoueli
- Boidie
- Dougoufie
- Gouendo
- Kalake
- Konobougou
- N'Gassola
- Sanando
- Somo
- Tamani
- Tesserela

### Macina cercle
- Boky Were
- Folomana
- Kokry
- Kolongo
- Macina
- Matomo
- Nonimpebougou
- Saloba
- Sana
- Souleye
- Tongue

### Niono cercle
- Diabaly
- Dogofry
- Kala Siguida
- Mariko
- Nampalari
- Niono
- Pogo
- Siribala
- Sirifila Boundy
- Sokolo
- Toridaga-Ko
- Yeredon Saniona

### Ségou cercle
- Baguindadougou
- Bellen
- Boussin
- Cinzana
- Diedougou
- Diganibougou
- Dioro
- Diouna
- Dougabougou
- Farako
- Farakou Massa
- Fatine
- Kamiandougou
- Katiena
- Konodimini
- Markala
- Massala
- N'Gara
- N'Koumandougou
- Pelengana
- Sakoiba
- Sama Foulala
- Samine
- Sansanding
- Sebougou
- Segou
- Sibila
- Soignebougou
- Souba
- Togou

### San cercle
- Baramandougou
- Dah
- Diakourouna
- Dieli
- Djeguena
- Fion
- Kaniegue
- Karaba
- Kassorola
- Kava
- Moribila
- N'Goa
- Niamana
- Niasso
- N'Torosso
- Ouolon
- San
- Siadougou
- Somo
- Sourountouna
- Sy
- Tene
- Teneni
- Tourakolomba
- Waky

### Tominian cercle
- Benena
- Diora
- Fangasso
- Koula
- Lanfiala
- Mafoune
- Mandiakuy
- Ouan
- Sanekuy
- Timissa
- Tominian
- Yasso

## Sikasso (região)

### Bougouni cercle
- Bladie-Tiemala
- Bougouni
- Danou
- Debelin
- Defina
- Dogo
- Domba
- Faradiele
- Faragouaran
- Garalo
- Keleya
- Kokele
- Kola
- Koumantou
- Kouroulamini
- Meridiela
- Ouroun
- Sanso
- Sibirila
- Sido
- Syen Toula
- Teimala Banimonotie
- Wola
- Yinindougou
- Yiridougou
- Zantiebougou

### Kolondieba cercle
- Bougoula
- Fakola
- Farako
- Kadiana
- Kebila
- Kolondieba
- Kolosso
- Mena
- Nangalasso
- N'Golodiana
- Tiongui
- Tousseguela

### Kadiolo cercle
- Diou
- Dioumatene
- Fourou
- Kadiolo
- Kai
- Loulouni
- Misseni
- Nimbougou
- Zegoua

### Koutiala cercle
- Diedougou
- Diouradougou Kafo
- Fagui
- Fakolo
- Gouadji Kao
- Goudie Sougouna
- Kafo Faboli
- Kapala
- Karangouana Malle
- Kolonigue
- Konigue
- Konina
- Konseguela
- Koromo
- Kouniana
- Koutiala
- Logouana
- Miena
- M'Pessoba
- Nafanga
- Nampe
- N'Golonianasso
- N'Gountjina
- Niantaga
- N'Tossoni
- Sincina
- Sinkolo
- Songo Doubakore
- Songoua
- Sorobasso
- Tao
- Yognogo
- Zanfigue
- Zangasso
- Zaniena
- Zebala

### Sikasso cercle
- Benkadi
- Blendio
- Danderesso
- Dembela
- Dialakoro
- Diomatene
- Dogoni
- Doumanaba
- Fama
- Farakala
- Finkolo
- Finkolo Ganadougou
- Gongasso
- Kabarasso
- Kaboila
- Kafouziela
- Kapala
- Kapolondougou
- Kignan
- Klela
- Kofan
- Kolokoba
- Koumankou
- Kouoro
- Kourouma
- Lobougoula
- Miniko
- Miria
- Missirikoro
- Natien
- Niena
- Nongo-Souala
- N'Tjikouna
- Pimperna
- Sanzana
- Sikasso
- Sokourani-Missirikoro
- Tella
- Tiankadi
- Wateni
- Zanferebougou
- Zangaradougou
- Zaniena

### Yanfolila cercle
- Baya
- Bolo Fouta
- Djallon Foula
- Djiguiya De Koloni
- Gouanan
- Gouandiaka
- Koussan
- Sankarani
- Sere Moussa Ani Samou De Siekorole
- Tagandougou
- Wassoulou Balle
- Yallankoro Soloba

### Yorosso cercle
- Boura
- Karangana
- Kiffosso
- Koumbia
- Koury
- Mahou
- Menamba
- Ourikela
- Yorosso

## Tombouctou (região)

### Diré cercle
- Arham
- Binga
- Bourem Sidi Amar
- Dangha
- Dire
- Garbakoira
- Haibongo
- Kirchamba
- Kondi
- Sareyamou
- Tienkour
- Tindirma
- Tinguereguif

### Goundam cercle
- Adarmalane
- Alzounoub
- Bintagoungou
- Douekire
- Doukouria
- Essakane
- Gargando
- Goundam
- Issa Bery
- Kaneye
- M'Bouna
- Razelma
- Tele
- Tilemsi
- Tin-Aicha
- Tonka

### Gourma-Rharous cercle
- Bambara Maoude
- Banikane
- Gossi
- Hamzakoma
- Haribomo
- Inadiatafane
- Ouinerden
- Rharous
- Serere

### Niafunke cercle
- Banikane Narhawa
- Dianke
- Fittouga
- Koumaira
- Lere
- N'Gorkou
- Soboundou
- Soumpi

### Timbuktu cercle
- Alafia
- Ber
- Bourem Inaly
- Lafia
- Salam
- Tombouctou